# ОМО „Илинден“ – ПИРИН
ОМО „Илинден“ – ПИРИН (Обединена македонска организация „Илинден“ – Партия за икономическо развитие и интеграция на населението) е политическа организация в България, която си поставя за цел да защитава правата, езиковото и националното самоопределение на македонците по националност в страната.
ОМО Илинден-Пирин е регистрирана за кратко като политическа партия, но през февруари 2000 г. е прекратена, след като Конституционният съд определя дейността ѝ за противоречаща на Конституцията като „насочена срещу териториалната цялост на страната“. Заради отказа на регистрация на партията, България многократно е осъдена от Европейския съд за правата на човека в Страсбург. ОМО Илинден-Пирин е член на европейската лява регионалистка партия Европейски свободен алианс.

## История

### ОМО Илинден
Като предпоставки за появата на ОМО Илинден могат да се приемат изоставянето от страна на комунистическия режим на българите в СР Македония и Беломорска Македония, подлагани на насилствено дебългаризиране от Белград и Атина, като сред последните също се осъществява югославската македонистка пропаганда, представяща Титова Югославия като „защитник на националните им права“, и една сепаратистка група, разбита през 50-те. В официалните документи на организацията отсъстват сепаратистки тези. Благоевградският окръжен съд отказва да регистрира ОМО Илинден като юридическо лице, считайки я за антиконституционна организация. В периода 1992 – 1994 година ОМО Илинден се радикализира. През 1994 г. ОМО Илинден се разпада на фракции: на Йордан Костадинов в Сандански, на Кирил Иванов в Благоевград и „ОМО Илинден – Демократично действие“ в Гоце Делчев, „Македонски демократична партия“ на Славе Македонски и други. Общата численост на членовете и симпатизантите на ОМО Илинден, според някои сведения е около 1000 души.
Между 1991 – 1994 година са регистрирани няколко случая на нападения срещу активисти на ОМО Илинден по време на техни чествания, включително и твърдения от страна на активисти на ОМО Илинден за участие на полицаи. Няколко от мероприятията и са отменяни от местната власт, а нейни членове са били арестувани, като са им иззети рекламни материали. ОМО Илинден е определена като радикална група в доклада на Българския хелзинкски комитет от 1995 година. Подобни случаи са регистрирани от БХК и през следващите години.

### ОМО Илинден-Пирин
През 1997 година две от крилата на бившата ОМО Илинден се обединяват в ОМО Илинден-Пирин, през 1999 година получават регистрация за политическа партия, но през 2000 година им е отнета. През 2006 година ОМО Илинден-Пирин се реактивира с избрания за нов председател Стойко Стойков и съпредседатели Иван Сингартийски, Ботьо Тиков, Ангел Безев и Стефан Мицов Влахов, като в програмата на партията се говори за етническите небългарски групи в България, докато българите са споменати само като представители на „религиозни общности“, „граждани“ или общности от такива. Подадени са наново документи за регистрация, но българският съд повторно ги отхвърля. Събитието съвпада с опита на левите евродепутати Милан Хорачек, Йоост Лагендайк, Ангелика Беер и Ели де Грюн въпросите за „етническото македонско малцинство“ в България и за регистрирането на ОМО „Илинден“ да бъдат включени в последния мониторингов доклад на Европарламента преди влизането на страната в Европейския съюз.
Според Областната дирекция на полицията в Благоевград активисти на ОМО Илинден-Пирин са заподозрени в кражба на лични данни през септември 2006 година, защото се нуждаят от подписи на български граждани, за да получат статут на политическа партия. Обвиненията към тях от патриотични организации са и че плащат на бедни цигани да се самоопределят като хора със самосъзнание на граждани на Северна Македония.
През 2007 година нерегистрираната партия участва в местните избори, като подкрепя независимите кандидати за общински съветници Страхил Главчев в Петрич, Емил Евтимов в Благоевград, Весна Николова и Владимир Лигов в Сандански, Атанас Маджиров и Андрей Андреев в Гоце Делчев, както и кандидатите за кметове Антон Бръчков в Благоевград и кандидата на БЗНС в Разлог. Според официалните резултати кандидатите за общински съветници и за кметове не са избрани, като Антон Бръчков в Благоевград получава 528 гласа или 1,52%, а кандидатът на БЗНС в Разлог 809 гласа или 6,75%.
На 1 декември 2009 година Комитетът на министрите (КМ) при Съвета на Европа – институцията, следяща за изпълнение на присъдите на Европейския съд по правата на човека, взе решение да затвори мониторинга над присъдата срещу Република България за отнемане на регистрацията на ОМО „Илинден“-ПИРИН. Съвета взема това решение на база, че „не вижда пречки кандидатите да регистрират своята организация като политическа партия, ако спазват конституцията и закона“. От 2014 до днес партията пише на български и английски език ежегодни „доклади за правата на македонците в България“, в които защитаването на българската позиция по македонският въпрос от страна на общественици, журналисти, политици и историци се стигматизира като „език на омразата“ спрямо „македонското малцинство“ в България, като част от тях се обвиняват пряко или косвено и във „фашизъм“ чрез извадени от контекста и/или неточно цитирани изказвания, българската държава се обвинява в „институционална дискриминация“ на „македонците“, и се иска противопоставящите се на македонизма българи да бъдат преследвани от държавата за „дискриминация“ и „език на омразата“, в българската конституция да се запише термина „етнически малцинства“, без да се добавят в нея и етническите българи, официалната българска история да бъде пренаписана в полза на югославските и скопските исторически манипулации, които да се разпространяват и в българските училища и университети, като там искат и изучаване на „македонски език“, и обвиняват във „фалшификации“ проведеното на 34% електронно преброяване през 2021 г. В края на март 2020 година регистрация на ОМО Илинден и признаване на „македонско малцинство“ в България иска в свой доклад и имащата сръбски произход и внучка на високопоставен югославски партизански командир от Втората световна война, комисар за Съвета на Европа по правата на човека, Дуня Миятович. На 14 ноември 2020 г. един от учредителите на партията Атанас Киряков публикува във Фейсбук профила си два поста, в които обявява, че „македонците“ в Пиринска Македония щели да посрещнат като „освободителка“ Армията на Република Северна Македония. В края на октомври 2021 въпросът за „македонското малцинство“ в България повдига и съпредседателката на Групите за приятелство на Конгреса на САЩ с Република Северна Македония и Сърбия и бивша служителка на Югославското консулство в Ню Йорк Клаудия Тени.